# Fanor Paredes Aqueveque
Fanor Paredes Aqueveque (Chillán, 1856 - Chillán, 14 de julio de 1920) fue un político y abogado chileno, militante del Partido Liberal Democrático.
Hijo de Bernardo Paredes y Bartola Aqueveque, estudió humanidades en el Liceo de Concepción, para posteriormente estudiar Leyes y Ciencias Políticas en la Universidad de Chile, donde se tituló el 25 de mayo de 1883. Se dedicó a la política desde el Partido Liberal Democrático, a la abogacía representando a organizaciones comerciales y al periodismo desde joven, en el periódico  “La Industria”  de Concepción.
Aún estudiando fue elegido Regidor de la Municipalidad de Chillán. En 1893 volvió a ser regidor y primer alcalde del mismo municipio. Recibió la alcaldía con déficit, logrando superar los obstáculos y dejarla con superávit de recursos.
Fue Diputado por San Carlos y Chillán entre 1912 y 1915, integrando la Comisión permanente de Legislación Social. Realizó una fructífera labor parlamentaria, llevó su firma el proyecto de reforma de la Constitución Política de la República y logró recursos para el Ramal Chillán-Recinto. Se desempeñó como Ministro de Justicia e Instrucción Pública en 1913, inaugurando el Internado de Niñas N.° 2 de Santiago y diseñando el Reglamento sobre protección a la Infancia.
Finalmente, entre 1915 y 1918, fue electo nuevamente Diputado, esta vez solo en Chillán, una vez separado el distrito. Formó parte de la Comisión permanente de Gobierno.